# Flyboys
Flyboys (titulada Caballeros del aire en Hispanoamérica) es una película dramática de 2006, ambientada en la Primera Guerra Mundial. Sus protagonistas son James Franco, Martin Henderson, Jean Reno, Jennifer Decker, David Ellison, Tom Sizemore y Tyler Labine. Está dirigida por Tony Bill y escrita por David S. Ward, basándose en un guion de Phil Sears y Blake Evans.

## Argumento
La película sigue el reclutamiento, formación y experiencias de combate en el área de Jametz de un grupo de jóvenes estadounidenses expatriados que se ofrecieron voluntariamente para convertirse en pilotos de combate de la Escuadrilla Lafayette, el 124ª escuadrón aéreo, formado por los franceses en 1916. 
La escuadra estaba compuesta por 5 oficiales franceses y 38 voluntarios estadounidenses que querían volar y combatir en la Primera Guerra Mundial, durante los años del conflicto principal (1914-1918), antes de que Estados Unidos se uniera a la guerra contra los Imperios Centrales.
James Franco interpreta a Blaine Rawlings, un piloto arriesgado que aprende a ser piloto de combate y luego líder de escuadrilla en medio de la guerra, conoce accidentalmente a Lucienne, (Jennifer Decker) una hermosa francesa a cargo de dos huérfanos y se transforma en el amor de su vida dándole un toque romántico a la trama.

## Reparto
| Actor             | Papel              | Basado en                     |
| ----------------- | ------------------ | ----------------------------- |
| James Franco      | Blaine Rawlings    | Frank Luke                    |
| Martin Henderson  | Reed Cassidy       | Raoul Lufbery                 |
| David Ellison     | Eddie Beagle       | Courtney Campbell y Bert Hall |
| Jennifer Decker   | Lucienne           | —                             |
| Tyler Labine      | Briggs Lowry       | Norman Prince                 |
| Abdul Salis       | Eugene Skinner     | Eugene Bullard                |
| Philip Winchester | William Jensen     | -                             |
| Jean Reno         | Capt. Thenault     | Georges Thenault              |
| Augustin Legrand  | Lt. Giroux         | —                             |
| Keith McErlean    | Vernon Toddman     | —                             |
| Michael Jibson    | Lyle Porter        | —                             |
| Gunnar Winbergh   | the Black Falcon   | - Hermann Goering             |
| Ian Rose          | Wolfert            | inspirado en el Barón rojo    |
| Todd Boyce        | Mr. Jensen         | -                             |
| Mac McDonald      | Sheriff Detweiller | -                             |
| Tim Pigott-Smith  | Mr. Lowry          | -                             |
| Lex Shrapnel      | Grant              | -                             |

Al escribir los proyectos originales que formaron la base del guion final, Tony Bill hizo un esfuerzo para incorporar las aventuras reales de un número de expatriados estadounidenses durante la Primera Guerra Mundial que sirvió tanto en la Escuadrilla Lafayette y en los Lafayette Flying Corps, aunque utilizando seudónimos.

## Recepción
A pesar de todo el esfuerzo por adaptar las historias reales del escuadrón y de las escenas de guerra con mucho realismo, la película recibió críticas negativas en su mayoría por la inconsistencia de la trama. En cuanto a sus cifras económicas, con un presupuesto de más de 60 millones de dólares únicamente terminó recaudando la desastrosa cantidad de $17,834,865 en todo el mundo, mostrando como resultado que fue una frustrante recaudación. El filme terminó como uno de los 10 peores fracasos en taquillas del año.